# سیارک ۴۳۹۹
سیارک ۴۳۹۹ (به انگلیسی: 4399 Ashizuri، نامگذاری:1984UA) چهار هزار و سیصد و نود و نهمین سیارک کشف شده‌است که در ۲۱ اکتبر ۱۹۸۴ کشف شد.
قدر مطلق سیارک برابر ۱۲٫۵۰ است.